# Aire (folyó, Aisne)
Az Aire folyó Franciaország területén, a Aisne jobb oldali mellékfolyója.

## Földrajzi adatok
A folyó Meuse megyében ered Nancytól 50 km-re nyugatra és Mouronnál, Ardennes megyében  torkollik az Aisne-be. Hossza 125,5 km, vízgyűjtő területe 1050 km². Átlagos vízhozama 13,6 m³ másodpercenként. 
Mellékfolyói az Ezrule, Buanthe, Cousance, Exermont és az Argon. Hajózásra alkalmatlan.

## Megyék és városok a folyó mentén
- Meuse: Auzéville-en-Argonne, Neuvilly-en-Argonne
- Ardennes: Apremont, Fléville, Chevières